# Відкритий чемпіонат Австралії з тенісу 2021
Відкритий чемпіонат Австралії з тенісу 2021 — тенісний турнір найвищого рівня, що запланований на 8-21 лютого 2021 року на кортах Мельбурн-Парку в Мельбурні, Австралія. Це 109-ий чемпіонат Австралії з тенісу, 53-ий з початку відкритої ери,  перший турнір Великого шолома в 2021 році. Турнір входив до програм ATP та WTA турів. Головним спонсором турніру була компанія Kia.

## Огляд подій та досягнень

### До початку турніру
Турнір проходив в умовах пандемії Covid-19. Змагання юніорів було скасовано.  Усі дорослі гравці були змушені відбути двотижневий карантин. Кваліфікаційні змагання відбулися заздалегідь — жіночий відбір проходив у Дубаї, а чоловічий у Досі. Перенесення турніру на 8 лютого забезпечило можливість відбути карантин тим тенісистам, що відібралися. Після закінчення карантину для тенісистів були організовані тренувальні турніри в Мельбурні, які замінили собою традиційний цикл турнірів в Австралії та Новій Зеландії.
4 лютого усі заплановані турніри довелося призупинити, оскільки позитивну пробу на вірус здав один зі співробітників готелю, в якому гравці відбували карантин. Підготовку тенісистів відновили наступного дня. Тоді ж відбулося  жеребкування.

### Результати і досягнення
В одиночному розряді у чоловіків серб Новак Джокович відстояв свій титул чемпіона Австралії. Для нього це дев'ята перемога в чемпіонаті Австралії та 18-й грендслем загалом.  
У жіночому одиночному турнірі перемогла Наомі Осака з Японії. Для неї це четверта перемога в турнірах Великого шолома, друга поспіль і друге австралійське чемпіонство. 
У турнірі чоловічих пар переміг хорватсько-словацький дует Іван Додіг / Філіп Полашек.  Полашек став першим словацьким тенісистом, що зміг виграти парний грендслем. Словацьким тенісисткам такі досягнення вже підкорялися. 
У змаганнях жіночих пар перемогла бельгійсько-білоруська пара Елісе Мертенс та Орина Соболенко. Для обох це друга перемога в мейджорах у парному розряді.
У турнірі змішаних пар перемогли чешка Барбора Крейчикова та американець Ражів Рам. Для Крейчикової ця перемога в чемпіонаті Австралії в міксті вже третя поспіль, а всього в неї 5 парних титулів Великого шолома. Для Рама ця перемога в Австралії друга, й друга у парі з Крейчиковою. Усього в його активі 4 парні мейджори, враховуючи титули в змаганнях чоловічих пар.

## Результати фінальних матчів

### Дорослі
| Одиночний розряд. Чоловіки (Детальніше) |                                       |               |
| Новак Джокович                          | Данило Медведєв                       | 7-5, 6-2, 6-2 |
|                                         |                                       |               |
| Одиночний розряд. Жінки (Детальніше)    |                                       |               |
| Наомі Осака                             | Дженніфер Брейді                      | 6-4, 6-3      |
|                                         |                                       |               |
| Парний розряд. Чоловіки (Детальніше)    |                                       |               |
| Іван Додіг Філіп Полашек                | Ражів Рам Джо Солсбері                | 6-3, 6-4      |
|                                         |                                       |               |
| Парний розряд. Жінки (Детальніше)       |                                       |               |
| Елісе Мертенс Орина Соболенко           | Барбора Крейчикова Катержина Сінякова | 6-2, 6-3      |
|                                         |                                       |               |
| Мікст (Детальніше)                      |                                       |               |
| Барбора Крейчикова Ражів Рам            | Саманта Стосур Меттью Ебден           | 6–1, 6–4      |
|                                         |                                       |               |